# Welle von Bern

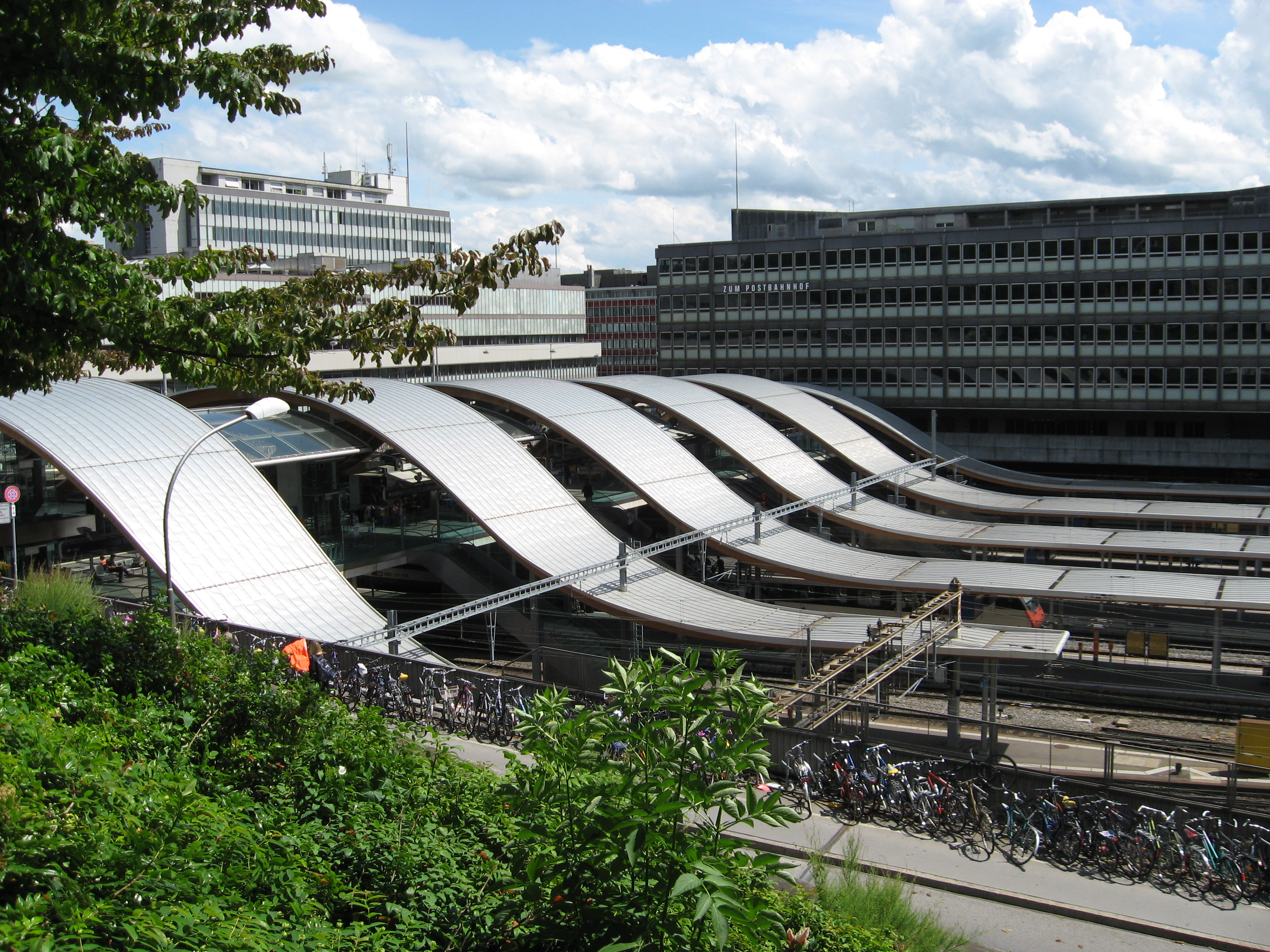
Ansicht von Nordwesten über die Welle von Bern, 2009

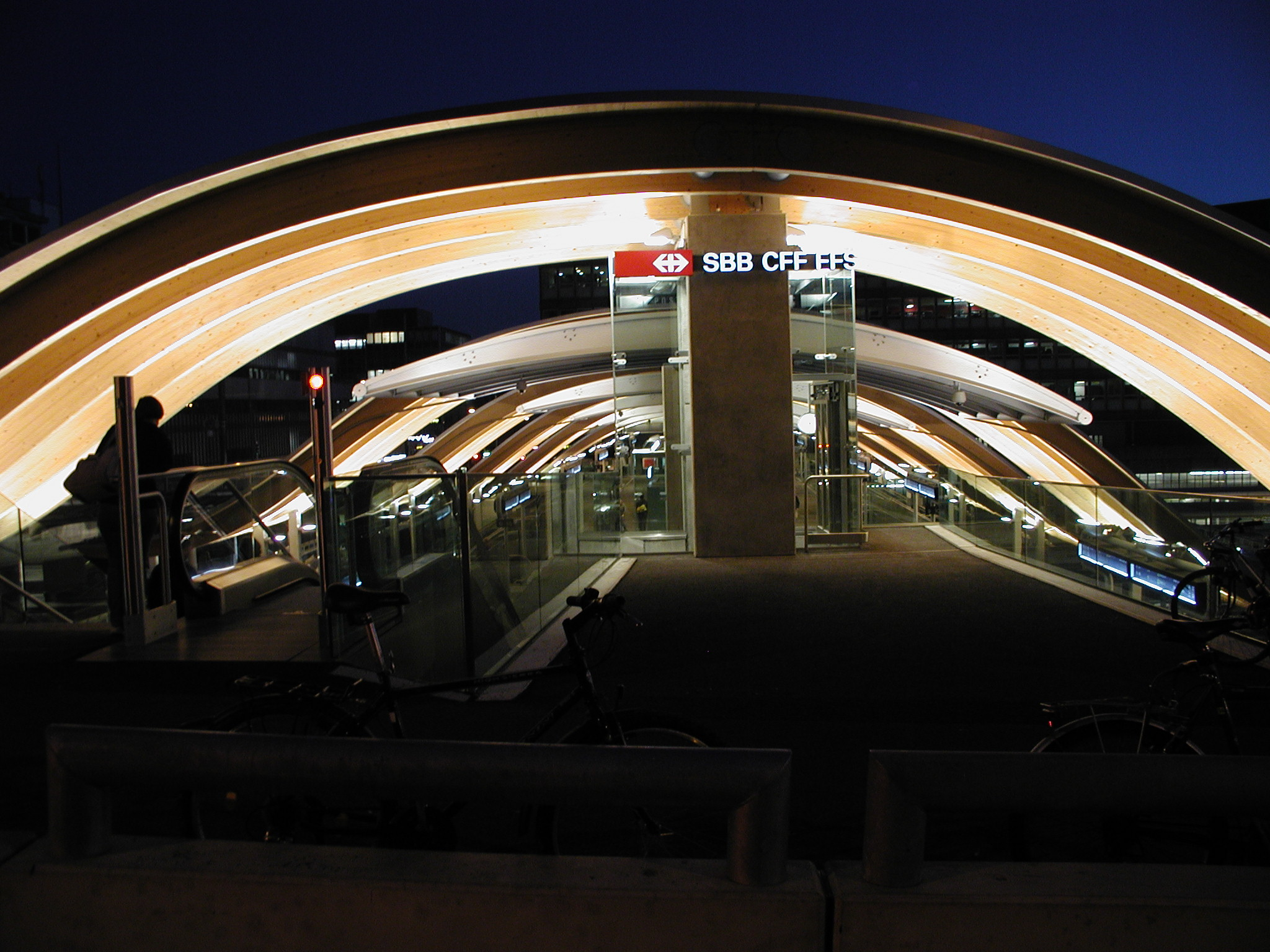
In der Welle von Bern, vom nördlichen Ende aus gesehen

Die Welle von Bern ist eine Passerelle über die Gleise am westlichen Rand des Hauptbahnhofs Bern (zwischen den Sektoren C und D). Ihren Namen hat sie von den sechs sie überspannenden Dächern, die in Form einer Halbwelle von den darunter befindlichen Perrons auf sie herauf- und auf der anderen Seite wieder hinabführen. Auf der Innenseite des Bahnhofs führt parallel zu ihr und in etwa gleicher Höhe die städtische Schanzenstrasse über die Gleise. Die Welle von Bern dient zusätzlich als Zugang des Bahnhofs, denn sie ist an ihren beiden Enden mit dieser Strasse verbunden.
Die Passerelle ist 13,3 Meter breit. Sie löste die alte Passerelle auf der gegenüberliegenden Ostseite der Schanzenstrasse ab, welche im Gegensatz zur neuen Passerelle keine Aufzüge und Rolltreppen aufwies.
Die Welle von Bern wurde am 12. Dezember 2004 zum Fahrplanwechsel im Rahmen der Bahn 2000 in Betrieb genommen und am 13. Oktober 2005 mit einem Fest für die Bevölkerung eingeweiht. Das Bauwerk kostete 25 Millionen Franken und entstand unter der Bauherrschaft der Schweizerischen Bundesbahnen in einer Bauzeit von 13 Monaten nach den Plänen von Ursula Stücheli und Beat Mathys vom Architekturbüro Smarch aus Bern, der Tragwerksplanung der Conzett, Bronzini, Gartmann AG aus Chur und der Werkstattplanung der Holzkonstruktion von Peter Gfeller von der Roth Holzleimbau und Stahlbau AG aus Burgdorf. Die Schweizerischen Bundesbahnen wurden 2005 unter anderem wegen der Welle von Bern mit dem Wakkerpreis des Schweizer Heimatschutzes ausgezeichnet.

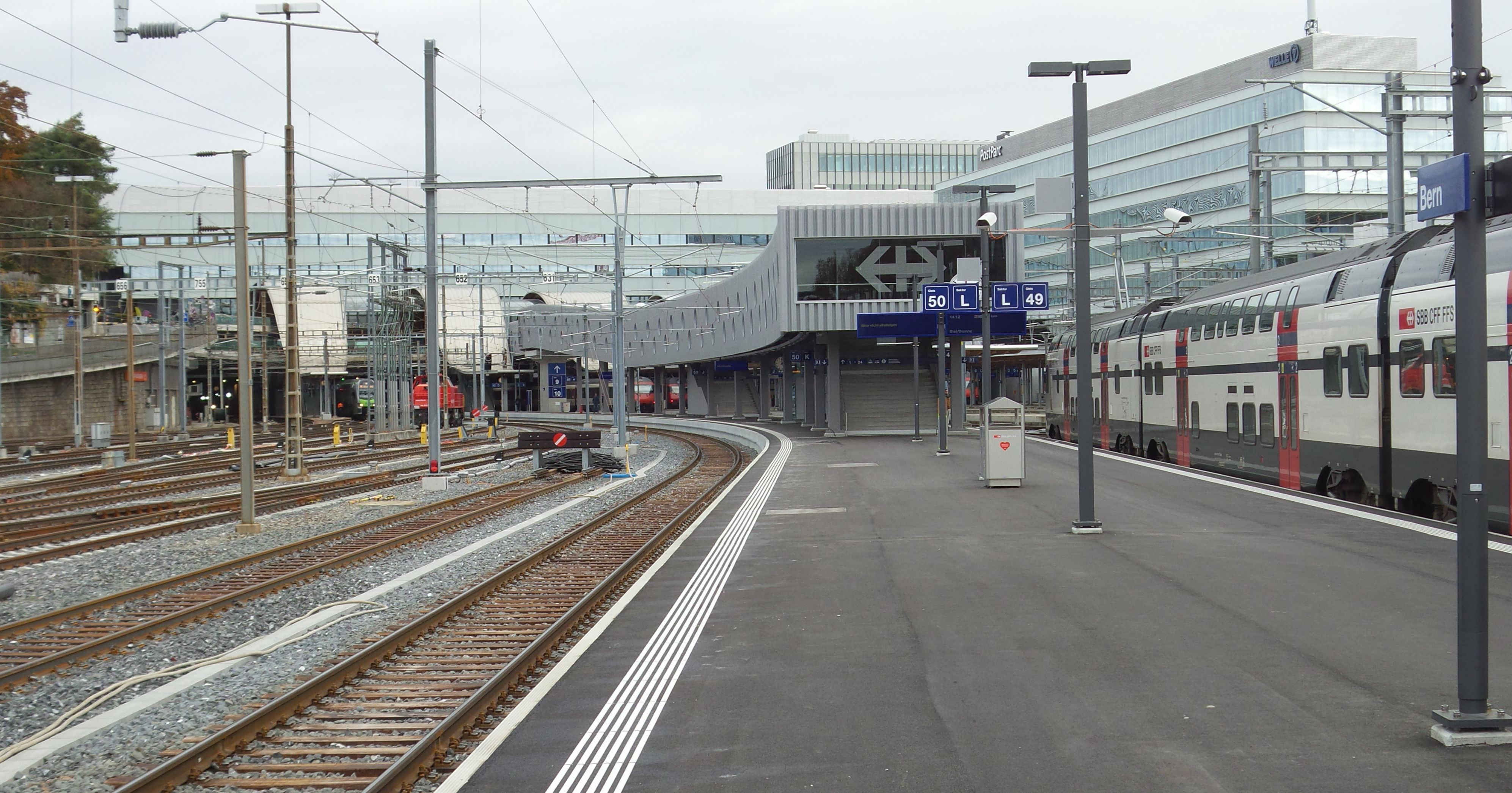
Verlängertes Perron, teilweise mit einer Fahrgastbrücke überdacht, die an die hinten befindliche Passerelle angeschlossen ist (2019)

Im Herbst 2019 wurde das vom Süden aus vorletzte Perron (Gleis 9 und 10) provisorisch aus dem mit einem Parkdeck überdachten Hauptteil des Bahnhofs heraus nach Westen verlängert. Es ersetzt während grösserer Umbauarbeiten im Bahnhof im Wechsel zwei andere Zu- und Ausstiegsgleise. Bis etwa zur Mitte zwischen der Welle von Bern und seinem neuen Ende wurde über ihm eine 8 m breite Fahrgastbrücke (ähnlich einer Fluggastbrücke) angebracht, um ausreichende Zugangskapazität zu schaffen. Von ihr führen zwei Treppen und ein Lift auf das Perron hinab. Dieser Zugang wurde an die Passerelle angeschlossen. Um aber das betreffende Wellendach über der Passerelle zu schonen, wurde die Fahrgastbrücke in der Draufsicht geknickt geführt und zwischen dem dritt- und dem zweitletzten Wellendach an die Passerelle angeschlossen.

## Welle7
Am Südende der Welle befand sich der ehemalige Berner Postbahnhof. Die Liegenschaftsbesitzerin Schweizerische Post liess dieses Gebäude abbrechen und an gleicher Stelle einen Neubau errichten, welcher als Postparc West bezeichnet wird. Er beinhaltet das im August 2016 eröffnete kleine Einkaufszentrum Welle7 mit Geschäften und zahlreichen Restaurants. Seit der Eröffnung kam es in der Welle7 bereits zu zahlreichen Mieterwechseln. Generalmieterin des Gebäudes ist die Migros Aare. Die Stadt Bern wollte Anfang Februar 2022 eine Velostation eröffnen und hat diesbezüglich einen Mietvertrag mit der Migros Aare abgeschlossen. Da das Referendum gegen das Vorhaben ergriffen wurde, kommt es am 27. November 2022 zu einer Volksabstimmung.